# Бескоспа
Бескоспа (каз. Бесқоспа) — село в Алгинском районе Актюбинской области Казахстана. Входит в состав Бестамакского сельского округа. Код КАТО — 153235300.

## История
По состоянию на 1989 год был в составе Максимо-Горьковского сельсовета.

## Население
| Численность населения | Численность населения | Численность населения | Численность населения |
| 1989                  | 1999                  | 2009                  | 2021                  |
| --------------------- | --------------------- | --------------------- | --------------------- |
| 617                   | ↘321                  | ↘318                  | ↗468                  |

В 1989 году население села составляло 617 человек. Национальный состав: казахи. В 1999 году население села составляло 321 человек (164 мужчины и 157 женщин). По данным переписи 2009 года, в селе проживало 318 человек (164 мужчины и 154 женщины). По данным переписи 2021 года, в селе проживало 468 человек (249 мужчин и 219 женщин).